# Más irlandeses que los mismos irlandeses
«Más irlandeses que los mismos irlandeses» (en irlandés: «Níos Gaelaí ná na Gaeil iad féin»; en latín: «Hibernis ipsis Hiberniores») era una frase usada en la Edad Media irlandesa para describir el fenómeno por el cual los forasteros que llegaron a Irlanda junto a las fuerzas invasoras de 1169, tendieron a incluirse en la cultura y la sociedad irlandesa, adoptando la lengua irlandesa, su cultura, la música irlandesa, las vestimentas y la completa identificación con todo lo típico de los nativos de la isla de Irlanda.
Estas fuerzas, que eran el ejército cambro-normando, estaban asociadas con el señor Ricardo de Clare (Strongbow), en calidad de comandante y, el señor terrateniente Hugo de Lacy, junto a Gilbert de Angulo, uno de sus caballeros. La primera familia que así fue reconocida fue la de Angulo, conocido como Mac Coisdeala (Gilbert hijo de Jocelyn) el nombre que se le dio a sus descendientes en Connacht. Se anglificó como MacCostello, el cual con el tiempo llegó a ser Costello. Mientras que este fenómeno estaba asociado con los primeros invasores, particularmente con los colonos ingleses y normandos posteriores al siglo XII, que llegaron a ser conocidos como los viejos ingleses, no es tan a menudo asociado con las posteriores llegadas del siglo XVII en adelante.
Todavía se sigue usando la frase comúnmente, sin embargo, tanto en los medios como coloquialmente, en referencia a la inmigración y asimilación en la isla y en algún grado sobre la diáspora irlandesa (por ejemplo en The Irish Times, Jim Walsh, Dr. Liam Twomey TD, o el Irish Emigrant) o en conversaciones discutiendo la relación entre herencia cultural de la diáspora y de los irlandeses en Irlanda. Mientras que todavía se usa con su significado original, el uso contemporáneo de la frase a menudo se interpreta con una asimilación abierta o en el caso de la diáspora, con el mantenimiento de la herencia irlandesa. Se han llevado a cabo debates en el Oireachtas que demuestran la antigüedad y el alcance de las aplicaciones contemporáneas de la expresión.